# Hipólito Yrigoyen
Hipólito Yrigoyen, właśc. Juan Hipólito del Sagrado Corazón de Jesús Irigoyen Alem (ur. 12 lipca 1852, zm. 3 lipca 1933) – argentyński polityk i prawnik pochodzenia baskijskiego, prezydent Argentyny od 1916 do 1922 i od 1928 do 1930.
Ukończył studia na Uniwersytecie w Buenos Aires. W 1891 znalazł się w gronie założycieli Radykalnej Unii Obywatelskiej (Obywatelskiej Unii Radykalnej, UCR). W 1896 został jej przewodniczącym. Zabiegał w sposób energiczny o zreformowanie prawa wyborczego. Dwukrotnie sprawował urząd prezydenta Argentyny po wygraniu przez siebie wyborów prezydenckich – po raz pierwszy od 12 października 1916 do 12 października 1922 oraz od 12 października 1928 do 6 września 1930, kiedy to obalił go na drodze zamachu stanu José Félix Uriburu.
Jako przedstawiciel interesów polityczno-społecznych klas średnich realizował reformy społeczne i podejmował działania w celu umocnienia władzy centralnej kosztem lokalnych władz w prowincjach. Za pierwszej kadencji wprowadził wiele liberalnych reform i metodycznie przestrzegał konstytucji, rezygnując ze stanowiska w 1922, lecz podczas drugiej kadencji zrezygnował z dawnego radykalizmu, a kręgi militarne uzyskały silne poparcie społeczne, którą Yrigoyen utracił na skutek brutalnego prześladowania ruchów strajkowych i światowego kryzysu finansowego. Po utracie urzędu został uwięziony w 1930. Wyszedł na wolność dwa lata później.
Hipolito Yrigoyen był głównym bohaterem pierwszego pełnometrażowego animowanego filmu na świecie El Apóstol z 1917.